# والتامستو
latitudeوالتامستوlongitudeوالتامستو
والتامستو (به انگلیسی: Walthamstow) یکی از ناحیه‌های لندن است که در منطقه والتهام فورست لندن واقع شده‌است.